# Siemion Żukowski
Siemion Borisowicz Żukowski (ros. Семён Борисович Жуковский, ur. 2 grudnia?/14 grudnia 1896 w Kijowie, zm. 25 stycznia 1940) – radziecki polityk i funkcjonariusz służb specjalnych, zastępca ludowego komisarza spraw wewnętrznych ZSRR (1938).

## Życiorys
Syn żydowskiego nauczyciela, 1915-1917 służył w rosyjskiej armii, od sierpnia 1917 członek partii bolszewickiej SDPRR(b). Od listopada 1917 do kwietnia 1918 pracownik gazety w Kijowie, w kwietniu 1918 aresztowany przez niemieckie władze okupacyjne Kijowa i do marca 1919 był więziony, po zwolnieniu prowadził działalność podziemną, 1919 był zastępcą i p.o. wojskowego komendanta Kijowa, od sierpnia 1919 do lutego 1920 zastępca szefa Wydziału Politycznego 4 Armii (Armia Czerwona). Od lutego do lipca 1920 szef Wydziału Politycznego 2 Armii Robotniczej w Saratowie, później szef Wydziału Politycznego 14 Armii, od lipca 1920 do marca 1921 szef Wydziału Politycznego Wojsk Rezerwy Frontu Południowo-Zachodniego w Kijowie, od marca do września 1921 kierownik Wydziału Agitacyjno-Propagandowego KC Komunistycznej Partii (bolszewików) Turkiestanu, od 20 września 1921 do 1 lutego 1922 szef Wydziału Politycznego Floty Bałtyckiej. Od maja 1922 do 1923 pomocnik kierownika Wydziału Ewidencyjno-Dystrybucyjnego KC RKP(b), 1923-1924 sekretarz przewodniczącego Centralnej Komisji Kontroli ZSRR, 1925 zastępca kierownika Wydziału Zagranicznego Sownarchozu ZSRR, 1925-1928 pełnomocnik Sownarchozu ZSRR przy Przedstawicielstwie Handlowym ZSRR w Niemczech, 1928-1931 zastępca przewodniczącego (1929-1931 p.o. przewodniczącego) Zarządu A/O "Transportkoż" Ludowego Komisariatu Komunikacji Drogowej ZSRR. Od 9 grudnia 1931 do 1932 członek Kolegium Ludowego Komisariatu Handlu Zagranicznego ZSRR, 1932-1933 zastępca przedstawiciela handlowego ZSRR w Niemczech, od 1933 do marca 1934 ponownie członek Kolegium Ludowego Komisariatu Handlu Zagranicznego ZSRR, od marca 1934 do października 1936 członek Komisji Kontroli Partyjnej przy KC WKP(b). Od 15 października 1936 do 1 lipca 1937 szef Zarządu Administracyjno-Gospodarczego NKWD ZSRR, od 10 lutego 1937 starszy major bezpieczeństwa państwowego, od 1 do 27 lipca 1937 zastępca szefa Wydziału 3 Głównego Zarządu Bezpieczeństwa Państwowego, od 27 lipca 1937 do 13 stycznia 1938 szef Wydziału 12 Głównego Zarządu Bezpieczeństwa Państwowego, od 8 stycznia do 3 października 1938 zastępca ludowego komisarza spraw wewnętrznych ZSRR, we wrześniu-październiku 1938 szef kombinatu metalurgicznego.
Deputowany do Rady Najwyższej RFSRR 1 kadencji. Odznaczony Medalem jubileuszowym XX-lecia Robotniczo-Chłopskiej Armii Czerwonej (22 lutego 1938) i Odznaką "Honorowy Funkcjonariusz Czeki/GPU (XV)" (9 maja 1938). 
23 października 1938 aresztowany, 24 stycznia 1940 skazany na śmierć przez Wojskowe Kolegium Sądu Najwyższego ZSRR, następnie rozstrzelany. 2 lipca 1955 pośmiertnie zrehabilitowany.